# Unità italiana di Eurydice
L'Unità italiana di Eurydice è una delle unità nazionali che compongono la Rete Eurydice. Ha sede a Firenze presso l'Agenzia nazionale Erasmus+, affidata a Indire (Istituto nazionale di documentazione, innovazione e ricerca educativa) dal Ministero dell'istruzione, dell'università e della ricerca (Miur).

## Storia
L'Unità italiana di Eurydice nacque nel 1980, contemporaneamente alla creazione della Rete Eurydice da parte della Commissione europea ed ebbe inizialmente sede presso l'Istituto della Enciclopedia Italiana. Nel 1985 la sede fu spostata all'allora Biblioteca di documentazione pedagogica (BDP) di Firenze, oggi Istituto nazionale di documentazione, innovazione e ricerca educativa (Indire).

## Attività
Inizialmente, l'attività principale dell'Unità italiana di Eurydice, così come delle altre unità della Rete, era caratterizzata dallo scambio di informazioni attraverso un servizio intranet di risposte a quesiti posti dalle diverse unità.
Parallelamente all'incrementarsi delle attività svolte dalla rete a livello europeo, anche il lavoro dell'unità italiana presto iniziò a diventare sempre più specialistico, con una costante trasmissione di informazioni verso i decisori politici nazionali sui processi di riforma e sugli sviluppi nelle politiche degli altri sistemi educativi europei, a supporto delle decisioni di politica nazionale.
Contemporaneamente, l'Unità italiana iniziò a elaborare propri rapporti sulle tematiche più dibattute in ambito educativo a livello nazionale, rapporti che presto furono tradotti nella collana ‘I Quaderni di Eurydice’ che uscì con il primo numero nel 1988. Da allora, l'Unità italiana ha continuato a curare la collana, con una media di una/due uscite annuali, fornendo approfondimenti tematici in chiave comparativa su argomenti di interesse nazionale.
Nel 1992 l'Unità italiana ha iniziato la pubblicazione della collana ‘I Bollettini di informazione internazionale’, che hanno uno scopo più divulgativo, con contenuti più sintetici e una struttura più snella.
Nell'ambito della rete, Eurydice Italia continua a fornire le informazioni sul sistema educativo italiano per la realizzazione degli studi tematici pubblicati dalla rete. Inoltre, dietro validazione del Ministero dell'istruzione, dell'università e della ricerca, cura la descrizione del sistema educativo italiano disponibile, insieme alle descrizioni nazionali dei sistemi educativi dei paesi facenti parte della rete, sul sito europeo di Eurydice.

## Aree tematiche
Nell'ambito dell'attività svolta per la rete, Eurydice Italia aggiorna annualmente le informazioni sul sistema educativo italiano relativamente a:
- calendario scolastico/accademico
- orari di insegnamento nell'istruzione obbligatoria
- stipendi degli insegnanti e dei capi di istituto

Gli studi della rete vertono su tematiche individuate come di interesse generale dalla Commissione Europea e dai paesi membri. Alcuni temi sono oggetto di costanti aggiornamento, fra questi:
- l'assicurazione della qualità nei sistemi di istruzione
- la professione docente
- l'insegnamento delle lingue
- la modernizzazione dell'istruzione superiore

Le collane curate dall'Unità italiana, seguono le aree di maggior interesse a livello nazionale e coprono tutti gli ambiti del sistema di istruzione e formazione, dalla scuola dell'infanzia all'educazione degli adulti.
Le collane curate dall'Unità italiana di Eurydice, così come le pubblicazioni della rete, sono rese disponibili gratuitamente attraverso il sito dell'Unità italiana e possono essere richieste, sempre gratuitamente, in versione cartacea.

## Collaborazione con altri enti
L'Unità italiana ha collaborato e collabora con i seguenti enti:
- Ministero dell'istruzione, dell'università e della ricerca (Miur)
- Istituto per lo sviluppo della formazione professionale dei lavoratori (Isfol)
- Centro di Informazioni sulla Mobilità e le Equivalenze Accademiche (Cimea)
- Sistema statistico nazionale (Sistan)